# Wolfgang Roth (Politiker, 1949)

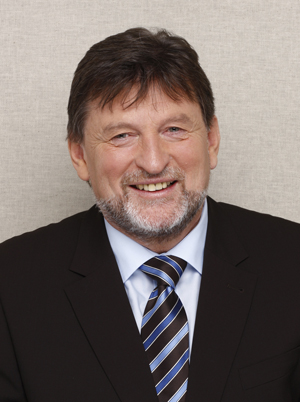
Wolfgang Roth

Wolfgang Roth (* 22. November 1949 in Bieben, Vogelsbergkreis) ist ein deutscher Politiker der SPD.

## Ausbildung und Beruf
Wolfgang Roth legte 1969 das Abitur ab und absolvierte anschließend beim Bundesgrenzschutz  den Wehrdienst. 1971 nahm er ein Studium der Pädagogik, Politik und Sport an der Universität Marburg auf. Dieses schloss er 1978 als Diplom-Pädagoge ab. Er war von 1978 bis 2000 als pädagogischer Mitarbeiter und später als stellvertretender Leiter beim Bildungswerk des Landessportbundes NRW beschäftigt. 

## Politik
Wolfgang Roth ist seit 1976 Mitglied der SPD. Er war Beisitzer im Vorstand des SPD-Ortsvereins Kamp-Lintfort und von 2001 bis 2011 dessen Vorsitzender. Ferner ist er Ratsmitglied im Stadtrat von Kamp-Lintfort. Roth ist Mitglied der Vereinten Dienstleistungsgewerkschaft.
Roth war von 2000 bis 2005 direkt gewähltes Mitglied des 13. Landtags von Nordrhein-Westfalen. Der SPD-Politiker kandidierte am 9. Mai 2010 erneut um den Einzug in den Landtag NRW und wurde mit 42,9 Prozent der Erststimmen direkt gewählt. Er bewarb sich dabei im Wahlkreis 57, zu dem die linksrheinischen Kommunen Kamp-Lintfort, Rheinberg, Alpen, Sonsbeck, Xanten und Teile der Stadt Neukirchen-Vluyn (alle Kreis Wesel) gehören. Zur vorgezogenen Neuwahl 2012 trat er nicht mehr an und schied damit aus dem NRW-Landtag aus.
Zur 14. Bundesversammlung wurde er 2010 von der SPD als Wahlmann entsandt.